# Diecezja Trapani
Diecezja Trapani (wł. Diocesi di Trapani, łac. Dioecesis Drepanensis) – diecezja Kościoła łacińskiego w metropolii Palermo na Sycylii we Włoszech. Została ustanowiona 31 maja 1844 roku.

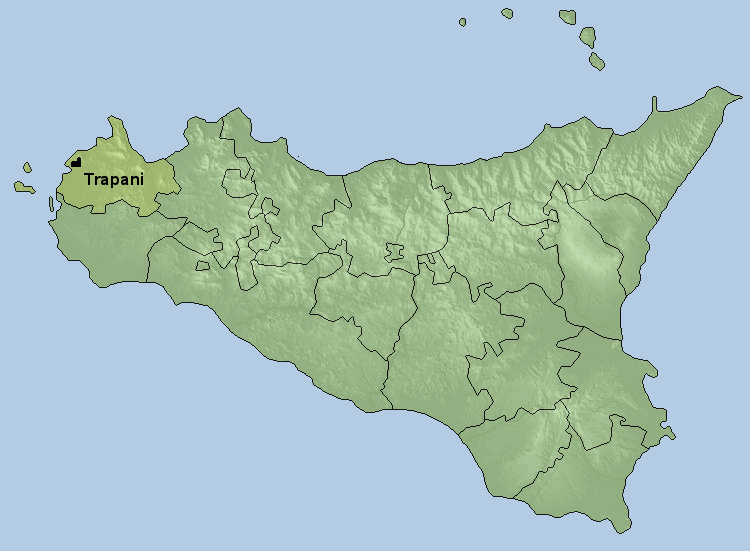
Diecezja na mapie administracyjnej Kościoła na Sycylii